# ルイス・リーキー
ルイス・シーモア・バゼット・リーキー（Louis Seymour Bazett Leakey、1903年8月7日 - 1972年10月1日）は、ケニヤの古人類学者。アフリカにおける人類の進化の解明に大きな貢献をした。またアフリカでの研究と自然保護のための組織の創設に中心的な役割を果たした。古人類学と霊長類学の次の世代の研究者を育てた。自然科学者としてリーキーはチャールズ・ダーウィンの見解を強く支持し、人類はアフリカで進化したと言うダーウィンの仮説を証明しようと試みた。

## 生涯

### 生い立ち
ルイスの両親ハリー・リーキーとメアリー・バゼットはイギリス出身で英領東アフリカ、現ケニヤの宣教師だった。拠点は小さな小屋とテントだけだった。リーキーが幼い頃に住んでた家は土間があり、雨漏れする草葺きの屋根で、ネズミと虫がたくさんおり、暖房設備はなかった。テントの中に病院が設置され、それは次第に拡大されてのちにアフリカの女性のための女学校となった。ハリーは聖書のキクユ語への翻訳に取り組んでいた。ルイスには弟ダグラスとグラディス、ジュリアという二人の姉妹がいた。その他に家庭教師、宣教師、看護婦が一緒に住んでいた。必然的にリーキーはアフリカ人たちとともに遊び、狩りを学んだ。兄弟はみなキクユ族の独特の足どりで歩くことを学び、現地語を流暢に話せるようになった。ルイスは敷地の端にキクユ式の小屋を建てることを許されて、そこに鳥の卵や頭骨など博物学のコレクションを集めた。H.R.ホールの著作を読み英国の先史時代に興味を持った。またナイロビの国立博物館の初代館長アーサー・ラブリッジに励まされて道具を集めた。1904年から1906年まで、父の神経衰弱を癒すために家族はイングランドのバークシャー州レディングにあるマリーの母親の家で過ごした。1911年から1913年まで同様にマリーの衰弱のためにイングランドで暮らした。その間にハリーはボーンマスに家を買った。

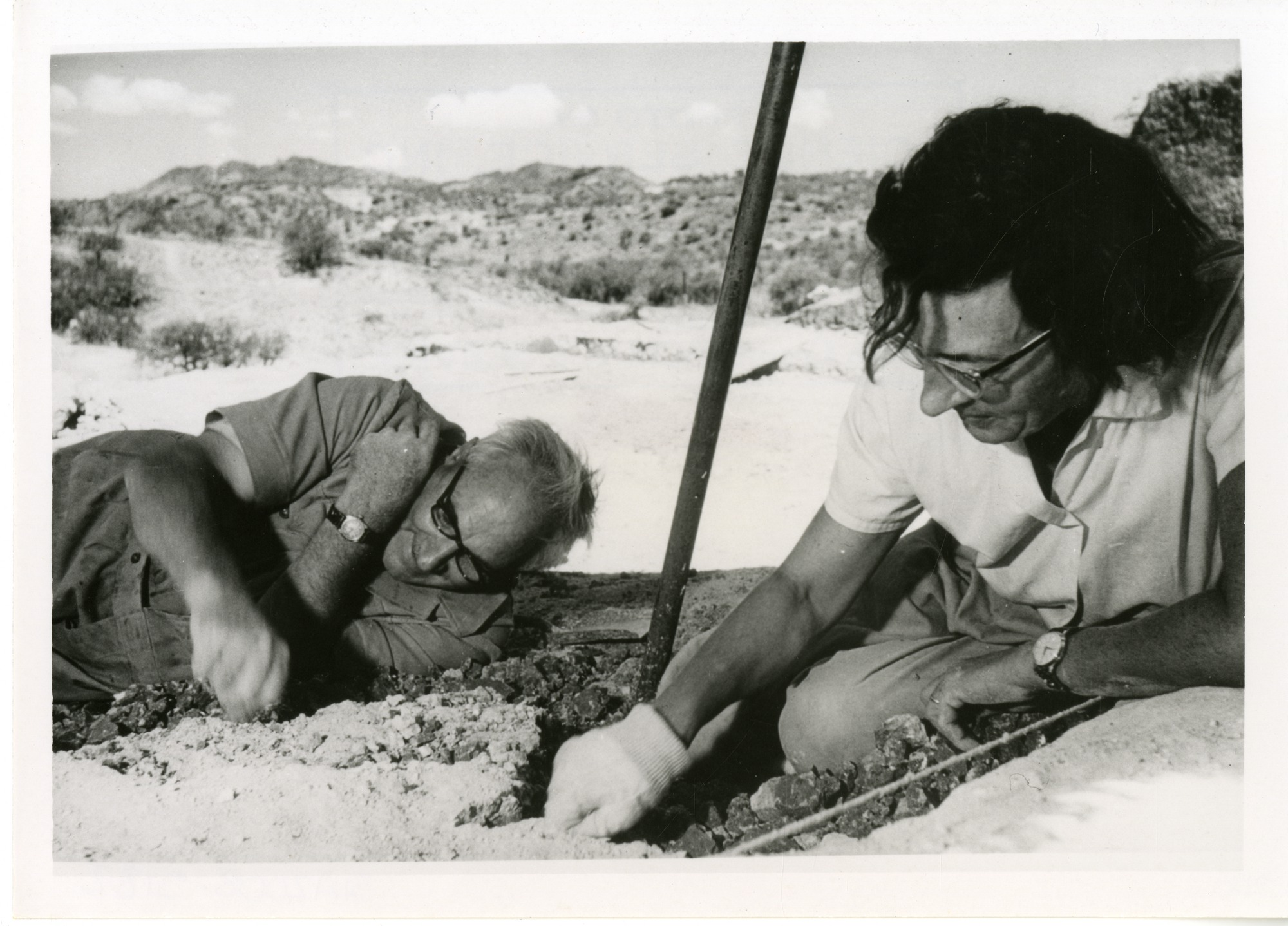
妻と発掘調査をする

アフリカではレインが家庭教師を務めたが、イギリスではリーキー家の子供たちは小学校に通った。家族は第一次大戦中はアフリカにおり、大戦が終わると再びボーンマスに渡った。1919年にリーキーはそこで民間の男子学校に通い始めた。教師の一人が銀行家になってはどうかと助言し、父の母校でもあったケンブリッジ大学に入学するための勉強を始めた。入学試験で良い成績をおさめ、1922年に奨学金を得てケンブリッジ大学に入学した。当初は父と同じようにアフリカで宣教師になるつもりだった。息子のリチャードは父について次のように描写している。「ルイスが化石発掘を決めた時20歳前半だった。その時までは父親と同じくケニヤでキリスト教宣教師になるつもりだった。」リーキーはキリスト教への熱意を友人たちに説くことと風変わりな振る舞いで知られていた。同時に進化論者でもあり、将来の自然科学者たちを友人としていた。

### アフリカへ
1922年にイギリスは第一次大戦の賠償としてドイツ領東アフリカを獲得した。その地域でドイツ人がテンダグルと呼ばれる恐竜化石の豊富な土地を発見していた。リーキーは家族の友人から、大英自然史博物館が化石の発掘隊を送りだそうとしていることを聞いた。リーキーはそれに応募し採用された。1924年にウィリアム・カトラーを隊長として一行はアフリカに出発した。彼らは恐竜の完全な化石を発見することができず、カトラーが9ヶ月後に病死するとケンブリッジに呼び戻された。リーキーはこの経験から専攻を人類学に変え、アルフレッド・ハッドンの元で学び始めた。1926年に人類学と考古学で最高の成績をおさめて卒業した。在学中からアフリカの考古学、古生物学について講義を行い、執筆活動をし、すでに有名人であった。卒業後はアフリカで多くの遺物を採掘し、出土する人工品を体系的に研究した。
1927年にエルメンテイタ湖近くのカンブル洞窟と呼ばれた発掘場所で、二人の夫人の訪問を受けた。一人は考古学を学んだことのあるヘンリエッタ・アバーン（フリーダ）だった。二人は夜通し話し合い、その後も交流を続けて1928年に結婚した。同時期にカリアンドゥシ（Kariandusi）でアシュール文化の遺跡を発見し、発掘を行った。1929年にセント・ジョンズ・カレッジで研究職を得て、エルメンテイタでの発見を整理するためにケンブリッジに戻った。二体の骨格を処理しているときに、一つがドイツの教授ハンス・レックがオルドヴァイ渓谷で発見した物と類似していることに気付いた。レック教授とはドイツで1925年に会ったことがあった。オルドヴァイの地層は有名で、1913年にレックはそこから骨格を発掘していた。彼はそれが更新世中期、60万年前の物だと主張した。しかし市民はこのニュースを受け入れる準備ができていなかった。人はそれよりずっと後に創造されたというのが一般的な認識であった。1929年にリーキーはベルリンに行き、発見に懐疑的になっていたレックと会った。レックがオルドヴァイで収集したアシュール石器に言及し、オルドヴァイからすぐに古代の石器を発見できると賭けを行った。
1930年に27歳で博士号を取得した。最初の子供プリシラは1931年に生まれた。
1931年にリーキーはレックを含む探検隊をオルドヴァイに連れて行った。リーキーはすぐにアシュール石器を発見し、レックに賭けの勝ち分の10ポンドを要求した。彼らは1913年の発見を検証した。人間以外の化石と道具が大量に発見された。しかしケンブリッジに戻ると、そこを支配していた懐疑主義者たちは感銘を受けなかった。レックのオルドヴァイ人の証拠を発見するためにリーキーは再びアフリカに戻った。彼はより多くの化石を発見し、地名（カナム）にちなんでホモ・カナメンシスと名付けた。

### スキャンダル
フリーダの持参金でリーキー夫妻はケンブリッジ近くに煉瓦造りの大きな家を買った。彼女は毎日吐き気に苦しんで、リーキーの二冊目の本『アダムの祖先』のイラストを画けなかった。王立人類学研究所の講演の後に彼のために開かれた晩餐会で、リーキーは友人から20歳の若い絵描きメアリー・ニコルを紹介された。リーキーはメアリーに本のイラストを描いてくれるよう頼んだ。それから数ヶ月すると、二人の関係はロマンスに発展していた。1933年12月に息子のコリンが生まれるとすぐ、リーキーはフリーダに離婚を申し入れた。ケンブリッジの調査委員が彼の振る舞いを調べ終わるまでフリーダは離婚を承諾しなかった。このスキャンダルでリーキーへの補助金は取り下げられたが、彼の母親は新たな発掘のために十分な資金を集めた。1935年にカナムとカンジェラに再び渡った。
リーキーはメアリーと小さな探索チームとともにオルドヴァイまで進んだ。メアリーは当初批判的な目で見られていたが、技術と能力によって次第に他の参加者に認められていった。リーキーの両親はフリーダの元へ戻るようにリーキーに言い、メアリーにだけは資金を渡さなかった。彼らはオルドヴァイ周辺で多くの採掘場所を発見し将来の発掘の基礎を作った。リーキー夫妻はマサイ族のために仮設クリニックを設置し、ラエトリの予備調査を行いKiseseとCheke地域の岩絵を観察して調査を終えた。イングランドに戻ると電気も暖房もない家で暮らし始めた。メアリーの親戚しか尋ねてこず、リーキーは井戸から水を汲み、庭に野菜を植えてしのいだ。それからロンドン王立協会へ訴えて、収集物を研究するためのわずかな補助金を受け取った。
最終的にフリーダは離婚に同意し、彼とメアリーは1936年のクリスマスに結婚した。この頃は本から収入を得、またキクユ族の中で出会っていた女子割礼に対して明確に反対する態度を打ち出した。その話題を講演で話したジョモ・ケニヤッタと口論になったこともあった。1937年1月に再びケニヤに渡り、ナイロビ近くのキアンバに拠点を置いた。メアリーは発掘中に肺炎にかかり、瀕死になってナイロビの病院へかつぎ込まれ、母親が呼ばれた。しかし予想に反してメアリーは回復し、ンゴロ川洞窟などで発掘を再開した。リーキーは以前より多くの補助金を得られるようになり、彼の発見は再び新聞に載るようになった。キクユ族と移民との間の緊張が高まると、リーキーは仲介者として飛び回った。彼はケニヤが「白人の国だったことはない」と発言して移民の怒りを買った。
ケニヤ政府から派遣された化石警察は諜報員として働いていた。リーキーは彼らを拒否することができなかった。1939年9月にイギリスが対独戦に参戦するとケニヤ政府はリーキーを情報部員として徴兵した。リーキーの最初の任務はイタリア軍の侵攻に抵抗するエチオピアのゲリラを支援することであった。キクユ族の幼なじみを頼って秘密のネットワークを作り上げた。同時にこっそりと化石探しも続けた。リーキーは尋問、文書の分析、ラジオ放送の原稿執筆などに関わった。その間にもメアリーは発掘を続けた。1940年にはジョナサン・リーキーが生まれた。メアリーはリーキーが無給の名誉館長であったコリンドン記念博物館（現ケニヤ国立博物館）で働いた。さらにルシンガ島とオロゲサイリの発掘場を調査した。特にオロゲサイリではイタリア人の捕虜の中から専門家を仮釈放させ、協力を得た。1942年までにイタリアの脅威は一掃されたが、日本軍が偵察のために現れ始めた。1944年にリチャード・リーキーが生まれた。1945年には警察業務での収入がほとんど無くなっていたが、今やリーキーには多くの研究職が提供されようとしていた。しかし彼は古人類学の研究を続けるためにコリンドン博物館に残ることを選んだ。
1947年1月にはナイロビで初の汎アフリカ先史時代会議を開催した。26カ国から60人の科学者が参加し、リーキーの発掘場を見学した。この会議によって、リーキーは古人類学における最重要人物となった。そして豊富な資金を得、1948年にヴィクトリア湖のルシンガ島へ調査旅行を行った。ここでメアリーは完全なプロコンスル化石を発見した。チャールズ・ボイシはリーキーがビクトリア湖で輸送に使うための船を調達する資金を援助した。この船の有名な船長ハッサン・サリムはのちにジェーン・グドールをゴンベに運んだ。1949年にはフィリップ・リーキーが生まれた。1950年にオックスフォード大学はリーキーに名誉博士号を与えた。

### ケニヤ独立
リーキー夫妻がヴィクトリア湖にいる間、キクユ族はヨーロッパ移民と対立を深めていた。移民のほうが優勢で、彼らは「白い」アフリカの「白人の」政府を要求していた。100万人のキクユ族は3万人の移民に悩まされていた。1949年にキクユ族はマウマウ団を作り、移民と体制派のキクユ族を攻撃した。リーキーは植民地政府のフィリップ・ミッチェルに警告したが無視された。この出来事の間、リーキーの命は危険にさらされ、ピストルを持ち歩くようになり、ケニヤ政府は24時間の警備の元に彼を置いた。1952年に政府がジョモ・ケニヤッタを逮捕するとリーキーは裁判で通訳をつとめた。しかし被告への偏見に基づく誤訳が指摘されて通訳を退いた。政府はイギリス軍を呼び込み2万人のキクユ義勇兵を組織した。リーキーは移民に味方した。スポークスマンと情報将校となり、ゲリラの発見を助けた。一方で、著作と執筆活動、会談を通してキクユ族を擁護した。多民族政府、農地改革、キクユ族の収入の底上げやさまざまな改革を提案し、最終的にそのほとんどが採用された。この提案の後で多くのキクユ人が教育キャンプに入れられ、新しい村に移住した。反乱は1956年まで続き、非常事態は1960年まで継続された。1963年にケニヤッタを首相としてケニヤは独立した。
1951年にリーキー夫妻はオルドヴァイで道具を発見した。1952年にはより広範な発掘が行われ、オルドヴァイ屠殺場（動物が追い込まれて大量に殺された古代の沼）と呼んだ遺跡が発見された。彼らは1953年に一度発掘を止め、1955年から再び、ジーン・ブラウンとともに掘り始めた。1959年にメアリーはジンジャントロプスを発見した。問題はそれがロバート・ブルームによって発見されたパラントロプスより前か後か、人間の系統に連なるかどうかであった。1960年に地球物理学者ジャック・エバンデンとガーニス・カーティスはこれを175万年前の物と判断した。これは想像より遥かに古く、世界中が驚いた。科学者はアフリカに群がった。リーキーとレックの正当性は完全に証明されたが、レックはすでに1937年に死去しておりそれを知ることはなかった。リーキーはまた、ダーウィンが正しかったことも証明した。
リーキーは博物館のために週末以外に離れることができず、1960年にオルドヴァイの発掘責任者にメアリーを任命した。メアリーは19歳の息子ジョナサンとともにキャンプを設置した。メアリーは自分自身のスタッフをそろえ、リーキーとはラジオで連絡を取り合った。彼は週末には高速でナイロビとオルドヴァイの間の500kmを行き来した。まだ10代前半だった他の息子リチャードとフィリップは長期休暇の時だけ発掘場を訪れた。リーキーは息子たちとイーブン・ドュボアに、生のネズミを食べて便を古人類の糞石と比較しようと誘った。彼はドュボアに「愛する息子よ、あなたを有名にさせてください」と言ったが、ドュボアと息子たちはネズミを食べることに異議を唱えた。夕食客は頻繁に訪れ、長いときには数週間滞在した。客の他に彼らは20人のアフリカ人のスタッフとダルメシアン、ハイラックス、サル、カコミスル、アフリカワシミミズク、熱帯魚、ガラガラヘビ、パイソンに囲まれていた。
リーキーが古人類学から手を引く前に、ジョナサンはちょっとした名声を獲得した。彼は自分自身の採掘場所を見つけ、アウストラロピテクスの矢状突起のない二つの頭骨片を発見した。メアリーはそれをブルームとロビンソンのテラントロプスと結び付けた。問題はジンジャントロプスとの時代関係であった。手紙で写真を受け取ったル・グロ・クラークはピルトダウン人との関係をほのめかした。リーキーはすぐに返信し、いくらかのやりとりの後でクラークは謝罪した。1960年にリーキーと息子のフィリップ、レイ・ピッカーリングはシェランマンと彼らが呼んだ、オルドヴァイの道具と関連した新たな化石を発見した。その後それはホモ・エレクトゥスに含まれたが、パラントロプスと同時代の物であった。長い間、リーキーはエレクトゥスが道具を使用していたが、アウストラロピテクスはそうではないと考えていた（現在ではどちらも道具を使っていたと考えられている）。1961年にリーキーはナショナルジオグラフィックから補助金と給与を受け取り、コリンドン博物館の役職を部下に譲った。そして敷地内に先史時代と古生物に関するセンターを作り、自分のコレクションを移して責任者に就任した。彼はまた、ヴィクトリア湖の近くで新たな発掘地を見つけた。そしてまもなく、ヘゼロンはケニヤンピテクスを発見した。リーキーはちょうど滞在していたG.G.シンプソンとともにその発見を祝った。
1962年にオルドヴァイの、ホモ・ハビリスの最初の歯が発見された採掘場を訪れた。フィリップ・トバイアスはそれとジョナサンの発見をレイモンド・ダートのホモ・ハビリスであると確認した。そしてそれはホモ属とアウストラロピテクス属の中間種と見なされた。

### リーキーの天使
リーキーのもっとも大きな遺産の一つは霊長類を自然の生息地で観察するフィールドワーク研究を促したことである。彼は人類の進化の謎を解く近道であると考えていた。リーキーは個人的に三人の女性、ジェーン・グドール、ダイアン・フォッシー、ビルーテ・ガルディカスを選んだ。彼女らはそれぞれチンパンジー、ゴリラ、オランウータン研究の重要な研究者となり、「リーキーの天使」とあだ名された。
ジョモ・ケニヤッタが首相となってケニヤは1963年12月12日に独立した。すでに相当な数の移民が出国していた。ケニヤッタは白人に対して懐柔的な立場を取った。いくつかの追放があったが、報復はなかった。リーキーはケニヤの古人類学の将来を憂いた。最後の植民地知事の仲介で、ケニヤッタとリーキーの会談が行われた。会議は友好的なうちに終わり、研究は保証された。最後の日々、リーキーはアメリカとイギリスで著名な講演家となった。関節炎で体が不自由になり、ながいあいだ発掘の作業から離れていた。彼の役目は資金を集め、家族を指揮することだった。それからケニヤで化石研究を行おうとしている研究者の手助けをした。彼の許可無しで発掘許可は下りず、博物館のコレクションに触れることもできなかった。1963年にリーキーはルース・デ・エッテがカリフォルニアのモハーヴェ砂漠で研究を始めるのを手伝った。リーキーはネイティブアメリカンの言語の分布と進化から逆算し、人類がアメリカに到達したのは二、三千年前であると仮定した。
1964年、リーキーは、東アフリカにおける古人類学研究の功績に対して、王立地理学会から金メダル（創立者メダル）を贈られた。

### 対立
メアリーはリーキーと幻想的な意見を共有しなかった。メアリーはリーキーに敬意を払わなくなり、1963年頃には役立たずと見なすようになっていた。彼女は専門家として、ルースが発見したカリコ人に関する議論から反対を始めた。メアリーはナショナルジオグラフィック協会を説得し、カリコ人に関する出版を止めさせ、資金提供を打ち切らせた。しかしリーキーは他の手段を見つけた。1968年にアランとヘレン・オブライエンや何人かの著名なカリフォルニア市民がリーキー財団を立ち上げた。それ以来リーキーは資金の調達のために彼らと働いた。メアリーの反対は古人類学のコミュニティの大きな分裂に繋がった。例えば、1968年にリーキーは南アフリカ共和国のアパルトヘイトを主な理由としてヨハネスブルクのヴィトヴァーテルスラント大学からの名誉博士号を拒否した。メアリーはそれを受け入れた。二人はまだお互いを気に掛けていたが、専門家として異なる道を歩み始めた。

### 死去
それから二、三年の間にリーキーの健康は急速に衰え始めた。まず心臓発作で倒れ、病院で半年過ごした。この出来事はダイアン・フォッシーとの間にちょっとしたロマンスを生んだが、すぐに破綻した。リチャードは父の責任について考え始めた。リーキーは最初抵抗したが、最終的には地位を明け渡すことを認めた。彼は多くの心臓疾患を抱え、脳卒中にもかかり、カリコ人を巡る論争に関与し、メアリーとの対立も存在した。唯一の救いはジェーンの母親ヴィエンヌ・グドールの元で安らげる場所を見つけたことであった。
1972年10月1日にリーキーはロンドンのヴィエンヌ・グドールのアパートで心臓発作を起こした。彼はセントスティーブンス病院で死去した。メアリーは火葬にしてナイロビで灰をまくつもりであった。リチャードはすぐに介入し、父はキクユ人で、キクユに埋められるべきだと主張した。彼の遺体は輸送され、ケニヤのリムルにある両親の墓の近くに埋葬された。

## 参考
- Virginia Morell, Ancestral Passions: The Leakey Family and the Quest for Humankind's Beginnings , Copyright 1995.
- Mary Bowman-Kruhm, The Leakeys: a Biography, Copyright 2005, Greenwood Press, ISBN 0-313-32985-0. Online preview found at  in Google Books.